# Symmetrale
Eine Symmetrale ist die Menge der Punkte, die von zwei geometrischen Objekten gleich weit entfernt sind.
Spezielle Fälle sind die Streckensymmetrale (Mittelsenkrechte) als Symmetrale von zwei Punkten und die Winkelsymmetrale (Winkelhalbierende) als Symmetrale von zwei Geraden.
Die Symmetrale von drei Punkten ist der Mittelpunkt des Umkreises, die Symmetrale von drei Geraden ist der Mittelpunkt des Inkreises. Das trifft auch auf mehr als drei Punkte bzw. Geraden zu, wobei dann der Umkreis bzw. Inkreis nicht existieren muss.